# Pomniki przyrody w Elblągu
Na terenie Elbląga znajduje się 68 pomników przyrody w tym 62 ożywionej i 6 nieożywionej.
Wśród nich wyróżniono: 54 pojedyncze drzewa, 8 grup drzew, 3 grupy głazów narzutowych i 3 głazy narzutowe. Struktura gatunkowa jest zróżnicowana z przewagą dębów szypułkowych, z których największy posiada obwód ponad 5,5 m i rośnie w leśnictwie Jagodno oddz. 293n, będąc jednocześnie najstarszym drzewem objętym ochroną. 
Oprócz niego na uwagę zasługują: głaz o obwodzie 1150 cm w lesie Bażantarnia w Srebrnym Potoku, lipa przy ul. Witkiewicza 8 o obwodzie 600 cm, lipa przy leśniczówce Dębica o obwodzie 630 cm, skrzydłorzech kaukaski w parku Planty z obwodem 350 cm, orzech czarny z obwodem 380 cm - ul. Pocztowa 2, kasztanowiec zwyczajny o obwodzie 417 cm - leśnictwo Jagodno oddz. 293m.
Prawne zestawienie pomników przyrody w mieście prezentuje się następująco:
| Nr  | Lokalizacja                                                                             | Nazwa                      | Obwód przy powołaniu [cm] | Nr ew. | Rok powołania | Zdjęcie |
| 1.  | leśnictwo Jagodno oddz. 293n, Krasny Las                                                | 3 dęby szypułkowe          | od 373 do 566             | 179/67 | 1967          |         |
| 2.  | las Bażantarnia za muszlą koncertową                                                    | dąb szypułkowy             | 440                       | 211/68 | 1968          |         |
| 3.  | las Bażantarnia przy ujęciu wody                                                        | dąb szypułkowy             | 420                       | 210/68 | 1968          |         |
| 4.  | las Bażantarnia przy muszli koncertowej i parkingu                                      | dąb szypułkowy             | 430                       | 212/68 | 1968          |         |
| 5.  | las Bażantarnia 20 m od restauracji                                                     | dąb szypułkowy             | 390                       | 213/68 | 1968          |         |
| 6.  | las Bażantarnia przy czerwonym szlaku, nad Srebrnym Potokiem                            | dąb szypułkowy             | 476                       | 214/68 | 1968          |         |
| 7.  | las Bażantarnia przy ul. Marymonckiej                                                   | topola biała               | 480                       | 216/68 | 1968          |         |
| 8.  | las Bażantarnia w korycie Srebrnego Potoku "Diabelski Kamień"                           | głaz narzutowy             | 1150                      | 215/68 | 1968          |         |
| 9.  | ul. 12 lutego 22                                                                        | platan klonolistny         | 314                       | 197/68 | 1968          |         |
| 10. | ul. Bartnicza 1                                                                         | 2 dęby szypułkowe          | od 365 do 530             | 312/73 | 1973          |         |
| 11. | ul. Łęczycka 25                                                                         | 2 dęby szypułkowe          | 500                       | 308/73 | 1973          |         |
| 12. | ul. Łęczycka 26                                                                         | 3 dęby szypułkowe          | od 360 do 440             | 307/73 | 1973          |         |
| 13. | ul. Częstochowska, teren przedszkola                                                    | dąb szypułkowy             | 530                       | 310/73 | 1973          |         |
| 14. | Bielany park, ul. Fromborska 35                                                         | lipa drobnolistna          | 375                       | 62/88  | 1988          |         |
| 15. | Bielany park, ul. Fromborska 35                                                         | dąb szypułkowy             | 465                       | 61/88  | 1988          |         |
| 16. | Bielany park, ul. Fromborska 35                                                         | dąb szypułkowy             | 400                       | 60/88  | 1988          |         |
| 17. | Bielany park, ul. Fromborska 35                                                         | dąb szypułkowy             | 395                       | 57/88  | 1988          |         |
| 18. | Bielany park, ul. Fromborska 35                                                         | dąb szypułkowy             | 385                       | 59/88  | 1988          |         |
| 19. | Bielany park, ul. Fromborska 35                                                         | dąb szypułkowy             | 365                       | 56/88  | 1988          |         |
| 20. | pl. Słowiański, naprzeciwko Poczty Głównej, róg ul. Krótkiej                            | dąb szypułkowy             | 421                       | 21/88  | 1988          |         |
| 21. | cmentarz ul. Bema-Sadowa                                                                | dąb szypułkowy             | 550                       | 63/88  | 1988          |         |
| 22. | Zajazd park dworski ul. Witkiewicza 8                                                   | buk pospolity              | 326                       | 51/88  | 1988          |         |
| 23. | Zajazd park dworski ul. Witkiewicza 8                                                   | dąb szypułkowy             | 530                       | 54/88  | 1988          |         |
| 24. | Zajazd park dworski ul. Witkiewicza 8                                                   | dąb szypułkowy             | 412                       | 55/88  | 1988          |         |
| 25. | Zajazd park dworski ul. Witkiewicza 8                                                   | lipa drobnolistna          | 620                       | 50/88  | 1988          |         |
| 26. | Zajazd park dworski ul. Witkiewicza 8                                                   | lipa drobnolistna          | 540                       | 53/88  | 1988          |         |
| 27. | Bażantarnia 100 m na wschód od "Diabelskiego Kamienia"                                  | głaz narzutowy             | 595                       | 63/92  | 1992          |         |
| 28. | Bażantarnia przy przepompowni ścieków                                                   | dąb szypułkowy             | 430                       | 64/92  | 1992          |         |
| 29. | Bażantarnia 300 m od "Diabelskiego Kamienia" w stronę miasta                            | buk pospolity              | 380                       | 32/93  | 1993          |         |
| 30. | Bażantarnia las komunalny oddz. 10s                                                     | buk pospolity              | 420                       | 30/93  | 1993          |         |
| 31. | Bażantarnia las komunalny oddz. 10s                                                     | buk pospolity              | 410                       | 31/93  | 1993          |         |
| 32. | Bażantarnia las komunalny oddz. 7k, przy Srebrnym Potoku, 30 m od ul. Marymonckiej      | topola                     | 380                       | 33/93  | 1993          |         |
| 33. | leśnictwo Dębica oddz. 344a, b                                                          | grupa 6 głazów narzutowych | od 400 do 850             | 34/93  | 1993          |         |
| 34. | leśnictwo Dębica oddz. 345f                                                             | grupa 6 głazów narzutowych | od 400 do 820             | 36/93  | 1993          |         |
| 35. | leśnictwo Dębica oddz. 345f                                                             | grupa 6 głazów narzutowych | od 300 do 960             | 35/93  | 1993          |         |
| 36. | leśnictwo Dębica oddz. 346a, x; przy leśniczówce                                        | lipa drobnolistna          | 630                       | 168/93 | 1993          |         |
| 37. | park Modrzewie                                                                          | 2 buki pospolite           | od 350 do 550             | 2/94   | 1994          |         |
| 38. | park Wojska Polskiego, przy ul. 3 Maja                                                  | dąb szypułkowy             | 325                       | 3/94   | 1994          |         |
| 39. | ul. Myliusa 20                                                                          | 8 lip drobnolistnych       | od 250 do 350             | 1/94   | 1994          |         |
| 40. | Drewnik park dworski "Dębołęka"                                                         | buk pospolity              | 306                       | 228/96 | 1996          |         |
| 41. | Drewnik park dworski "Dębołęka"                                                         | dąb szypułkowy             | 550                       | 230/96 | 1996          |         |
| 42. | Drewnik park dworski "Dębołęka"                                                         | dąb szypułkowy             | 460                       | 231/96 | 1996          |         |
| 43. | Drewnik park dworski "Dębołęka"                                                         | 2 jesiony wyniosłe         | 318 i 384                 | 229/96 | 1996          |         |
| 44. | Drewnik park dworski "Dębołęka"                                                         | lipa drobnolistna          | 405                       | 232/96 | 1996          |         |
| 45. | leśnictwo Dąbrowa oddz. 304Aa                                                           | dąb szypułkowy             | 500                       | 233/96 | 1996          |         |
| 46. | leśnictwo Dąbrowa oddz. 344d                                                            | modrzew europejski         | 320                       | 263/96 | 1996          |         |
| 47. | leśnictwo Jagodno oddz. 293m, Krasny Las                                                | kasztanowiec zwyczajny     | 417                       | 235/96 | 1996          |         |
| 48. | Zajazd park dworski ul. Witkiewicza 8                                                   | lipa drobnolistna          | 396                       | 227/96 | 1996          |         |
| 49. | Zajazd po lewej stronie drogi do Tolkmicka                                              | dąb szypułkowy             | 419                       | 225/96 | 1996          |         |
| 50. | Zajazd po prawej stronie drogi do Tolkmicka                                             | dąb szypułkowy             | 478                       | 226/96 | 1996          |         |
| 51. | ul. Mickiewicza 41, Szkoła Podstawowa nr 4                                              | grab pospolity             | 236                       | 14/98  | 1998          |         |
| 52. | ul. Mickiewicza 41, Szkoła Podstawowa nr 4                                              | miłorząb dwuklapowy        | 163                       | 16/98  | 1998          |         |
| 53. | ul. Mickiewicza 41, Szkoła Podstawowa nr 4                                              | orzech czarny              | 320                       | 17/98  | 1998          |         |
| 54. | ul. Mickiewicza 41, Szkoła Podstawowa nr 4                                              | dąb czerwony               | 250                       | 18/98  | 1998          |         |
| 55. | ul. Mickiewicza 41, Szkoła Podstawowa nr 4                                              | platan klonolistny         | 247                       | 20/98  | 1998          |         |
| 56. | ul. Pocztowa 2, teren I LO                                                              | orzech czarny              | 380                       | 21/98  | 1998          |         |
| 57. | ul. Żeromskiego, przed szpitalem miejskim                                               | 2 buki zwyczajne           | 280 i 290                 | 22/98  | 1998          |         |
| 58. | Krasny Las, po lewej stronie drogi do Rubna                                             | świerk pospolity           | 150                       | 23/98  | 1998          |         |
| 59. | leśnictwo Jagodno oddz. 238a                                                            | głaz narzutowy             | 1190                      | 253/98 | 1998          |         |
| 60. | Zajazd w szpalerze drzew rosnących pomiędzy drogą Elbląg-Tolkmicko a parkiem "Dębołęka" | dąb szypułkowy             | 508                       | 24/98  | 1998          |         |
| 61. | Zajazd w szpalerze drzew rosnących pomiędzy drogą Elbląg-Tolkmicko a parkiem "Dębołęka" | dąb szypułkowy             | 485                       | 25/98  | 1998          |         |
| 62. | Zajazd w szpalerze drzew rosnących pomiędzy drogą Elbląg-Tolkmicko a parkiem "Dębołęka" | dąb szypułkowy             | 414                       | 26/98  | 1998          |         |
| 63. | Zajazd w szpalerze drzew rosnących pomiędzy drogą Elbląg-Tolkmicko a parkiem "Dębołęka" | dąb szypułkowy             | 373                       | 27/98  | 1998          |         |
| 64. | Zajazd w szpalerze drzew rosnących pomiędzy drogą Elbląg-Tolkmicko a parkiem "Dębołęka" | dąb szypułkowy             | 368                       | 28/98  | 1998          |         |
| 65. | Zajazd w szpalerze drzew rosnących pomiędzy drogą Elbląg-Tolkmicko a parkiem "Dębołęka" | dąb szypułkowy             | 360                       | 29/98  | 1998          |         |
| 66. | ul. Ratuszowa 5                                                                         | jałowiec pospolity         | 85                        | -      | 2006.         |         |
| 67. | park Planty                                                                             | skrzydłorzech kaukaski     | 350                       | -      | 2006.         |         |
| 68. | ul. Fabryczna (N: 54° 9’ 18.108" S: 19° 24’ 21.887”)                                    | dąb szypułkowy             | 395                       | -      | 2022          |         |

Zniesione pomniki przyrody:
| Nr  | Lokalizacja                              | Nazwa                               | Obwody przy powołaniu [cm] | Nr ew.          | Rok powołania | Rok zniesienia | Zdjęcie |
| --- | ---------------------------------------- | ----------------------------------- | -------------------------- | --------------- | ------------- | -------------- | ------- |
| 1.  | ul. Fromborska                           | jesion wyniosły                     | 408                        | 311/73          | 1996          | 2015           |         |
| 2.  | ul. Mickiewicza 41                       | jesion wyniosły i leszczyna turecka | 370 i 253                  | 234/1996        | 1998          | 2015           |         |
| 3.  | ul. Częstochowska 9                      | lipa drobnolistna 4-odroślowa       | 810                        | 15/1998 19/1998 | 1973          | 2019           |         |
| 4.  | leśnictwo Jagodno oddz. 293m, Krasny Las | lipa drobnolistna                   | 423                        | 236/96          | 1996          | 2019           |         |
| 5.  | leśnictwo Jagodno oddz. 293n, Krasny Las | buk pospolity odm. purpurowa        | 340                        | 198/68          | 1968          | 2019           |         |
| 6.  | Zajazd park dworski ul. Witkiewicza 8    | wiąz                                | 600                        | 52/88           | 1988          | 2019           |         |
| 7.  | park Modrzewie                           | buk pospolity                       | b.d.                       | 2/94            | 1994          | 2021           |         |
| 8.  | leśnictwo Jagodno oddz. 293n, Krasny Las | 2 dęby szypułkowe                   | b.d.                       | 179/67          | 1967          | 2021           |         |
| 9.  | ul. Bartnicza 1                          | 2 dęby szypułkowe                   | b.d.                       | 312/73          | 1973          | 2021           |         |
| 10. | Bielany park, ul. Fromborska 35          | dąb szypułkowy                      | 320                        | 58/88           | 1988          | 2022           |         |